# Kapten Nemos bibliotek
Kapten Nemos bibliotek är en roman av Per Olov Enquist som gavs ut den 21 oktober 1991. Berättelsen utspelar sig på 1940-talet i Västerbotten. Verklighetsbakgrunden till berättelsen är det så kallade Bureåfallet där två pojkar förbyttes på sjukstugan efter födelsen.

## Figurer
- Berättaren: ett ensamt barn som känner sig mindervärdigt
- Johannes: ett allmänt omtyckt barn
- Eeva-Lisa: Johannes fostersyster
- Josefina Marklund: Johannes biologiska mor som har förlorat sin man sex månader efter att barnet föddes. Det är hon som sätter igång processen för att få Johannes tillbaka.
- Sven Hedman: berättarens biologiska far som är ledsen att hans son togs ifrån honom men som ändå försöker att sörja för berättaren.
- Alfild Hedman: berättarens biologiska mor som får olika blodproppar, blir ”som en häst” och förs till ett dårhus
- Kapten Nemo: en fantasifigur som blir berättarens välgörare därför att "Människosonen" inte har tid

## Handling
Romanen är en barndomsberättelse. Två pojkar, jag-berättaren och Johannes, som förväxlades som nyfödda på sjukhuset, byts tillbaka till sina rätta biologiska föräldrar. Pojkarna har varit vänner men vänskapen tar slut efter tillbakabytet. Johannes får då en äldre fostersyster som heter Eeva-Lisa.
När Eeva-Lisa förförs av en 25-åring förenas pojkarna igen för att hjälpa henne, men det är för sent; hon har blivit med barn. Johannes avslöjar hemligheten för modern vilket jag-berättaren uppfattar som förräderi. När Eeva-Lisa senare ska föda barnet i hemlighet litar hon därför på jag-berättaren som ska hjälpa henne med förlossningen. Barnet är dödfött och berättaren kastar ”döpojken” i sjön. Innan också Eeva-Lisa dör lovar hon berättaren att hon kommer att återuppstå om han bara väntar på ett tecken från henne.
Berättaren flyr från den traumatiska verkligheten in i en fantasivärld där fantasifiguren Kapten Nemo kan bli hans välgörare istället för "Människosonen" (Jesus) som enligt honom inte har tid. Han tror att Kapten Nemo beordrar honom att leta efter döpojken och att han måste ta Johannes med sig. De ror till en ö mitt i sjön, men Johannes faller i det iskalla vattnet och dör. Det är oklart huruvida det är en olycka. Berättaren hittar döpojkens skelett på ön och gömmer sig i "de döda kattornas grotta". Efter att han hittats, placeras han i förvaring.
Historien berättas av huvudpersonen när han har blivit gammal. Han tror sig vara i Kapten Nemos bibliotek i ubåten Nautilus, där han möter den åldrade Johannes som är nära döden.

## Struktur
Boken är uppdelad i en prolog, tre kapitel (1. Inkräktarna i det gröna huset, 2. Händelsen med hästen, 3. Ankomsten till ön i havet) och en epilog. Varje kapitel börjar med två strofer ur en dikt om Eeva-Lisa och det oäkta barnets födelse. Det påstås att dikten har skrivits av Johannes.
Det finns en jag-berättare som är huvudpersonen i romanen. Berättelsen är fragmenterad, läsaren förs fram och tillbaka i kronologin och historien rör sig även på olika verklighetsnivåer. Denna komplexitet gör det svårt att urskilja den röda tråden i handlingen, läsaren måste lägga ihop bitarna för att kunna ana vad som har hänt. Han befinner sig i samma situation som berättaren beskriver i romanens början:
"Förr hade jag hemliga drömmar att det vore möjligt att lägga ihop allting, så att allting blev färdigt, tillslutet. Att till sist kunna säga: så var det, det var så det gick till, detta är hela historien. Men det vore ju mot bättre vetande."

## Mottagande
"Ett mörkare drama har sällan utspelats i en svensk bok" skrev Thomas Anderberg i en recension i Allt om Böcker. "Per Olov Enquist har här grävt sig än djupare ner i den svarta mylla som Torgny Lindgren och Sara Lidman länge skovlat ur, och han har skapat ett rum som ger eko utan att försköna. Språket är enkelt och klart, med dialekten naturligt infogad... Det är en tragedi i den stora traditionen, och man får leta utrikes efter jämförbara storheter. Trots det geografiska avståndet ligger kanske den amerikanska södern närmast. Men här har den Faulknerska hettan bytts ut mot en bister norrländsk kyla".